# Saturno (copricapo)

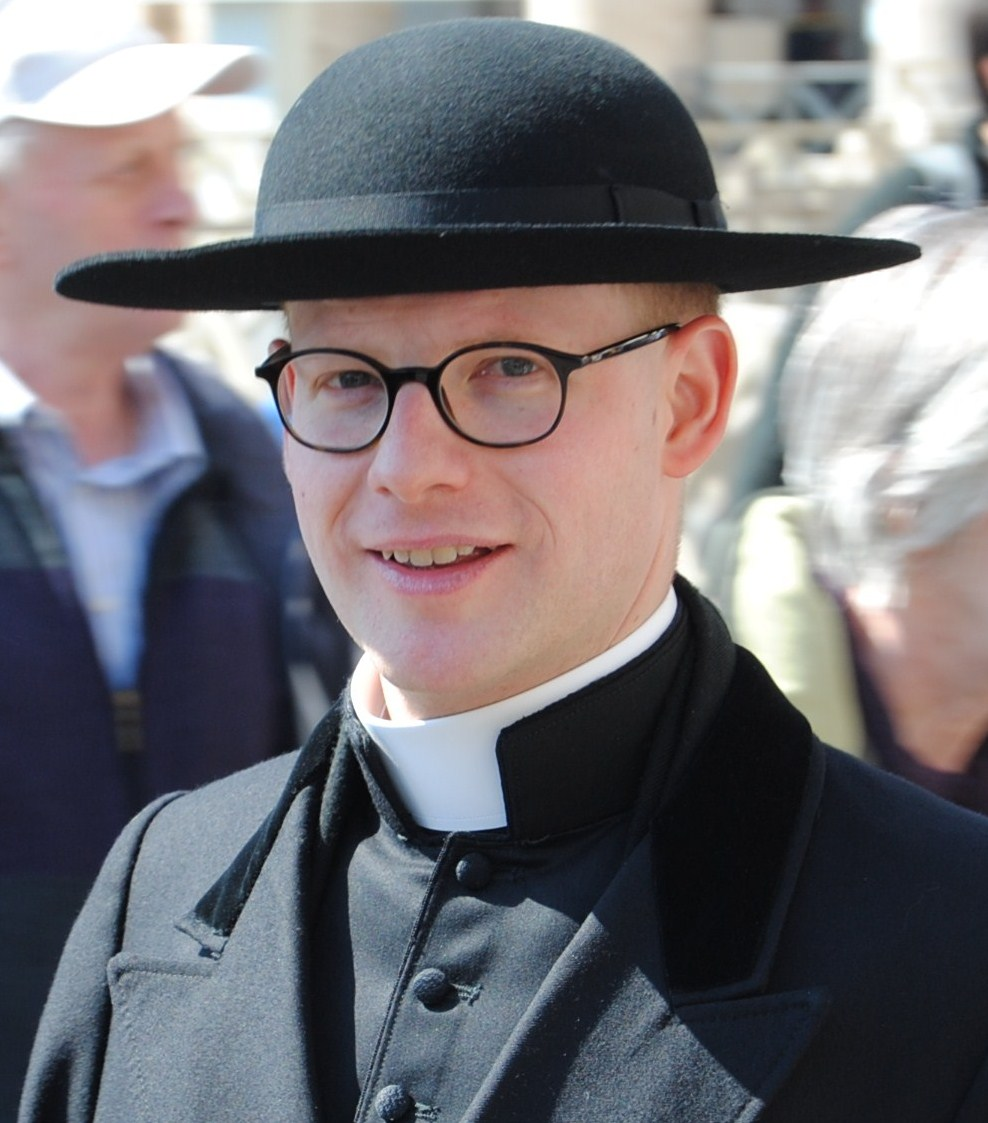
Sacerdote con saturno nero

Il saturno, anche detto cappello romano, è un copricapo indossato dal clero della Chiesa cattolica con l'abito talare.
Come dice la parola stessa, la forma del cappello ricorda il pianeta Saturno, in quanto è circolare con una tesa larga tutt'attorno, solitamente piatta ma che può essere piegata sui lati. In base al grado dei prelati il colore del copricapo cambia: è nero per i presbiteri, nero con fiocchi paonazzi per i cappellani di Sua Santità, i prelati d'onore di Sua Santità e i protonotari apostolici, nero con fiocchi verdi per i vescovi, nero con fiocchi rossi per i cardinali, rosso con ornamenti dorati per il papa. Non può essere usato nei riti liturgici.

Abito talare papale con saturno
Abito talare cardinalizio con saturno
Abito talare episcopale con saturno
Abito talare dei protonotari apostolici e dei prelati d'onore di Sua Santità con saturno
Abito talare dei cappellani di Sua Santità con saturno
Abito presbiteriale con saturno
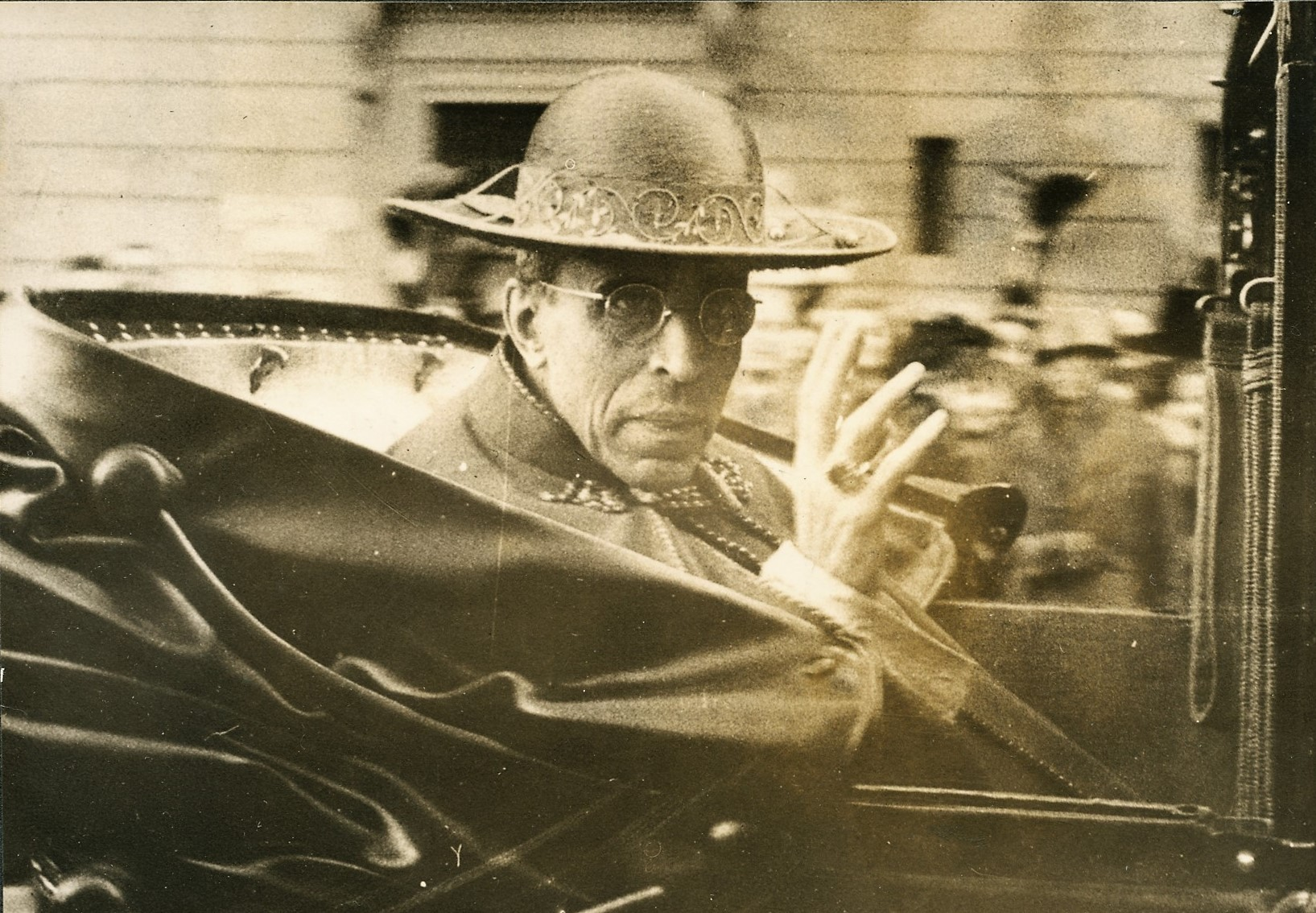
Papa Pio XII indossa il saturno
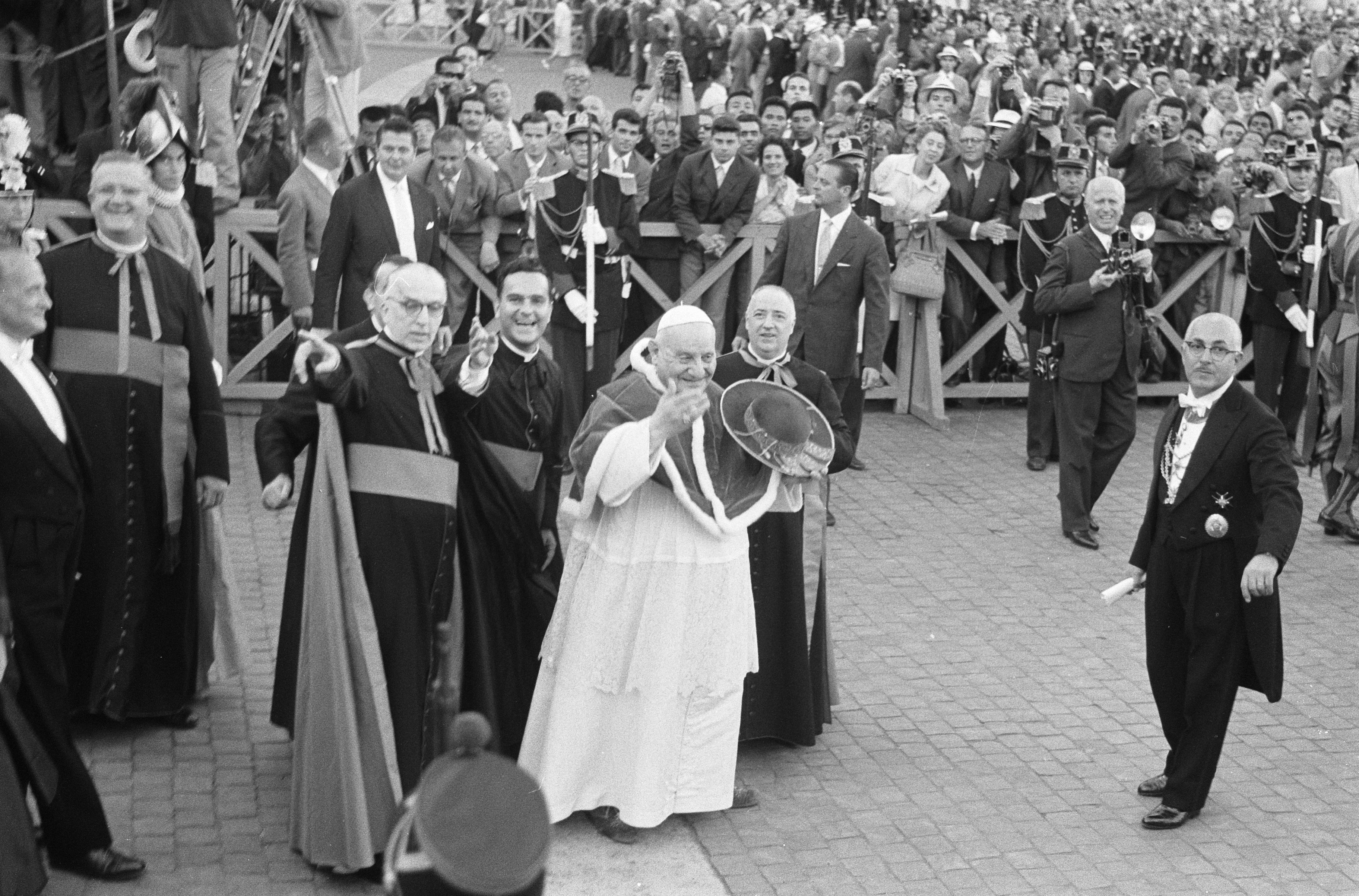
Papa Giovanni XXIII tiene in mano il saturno papale
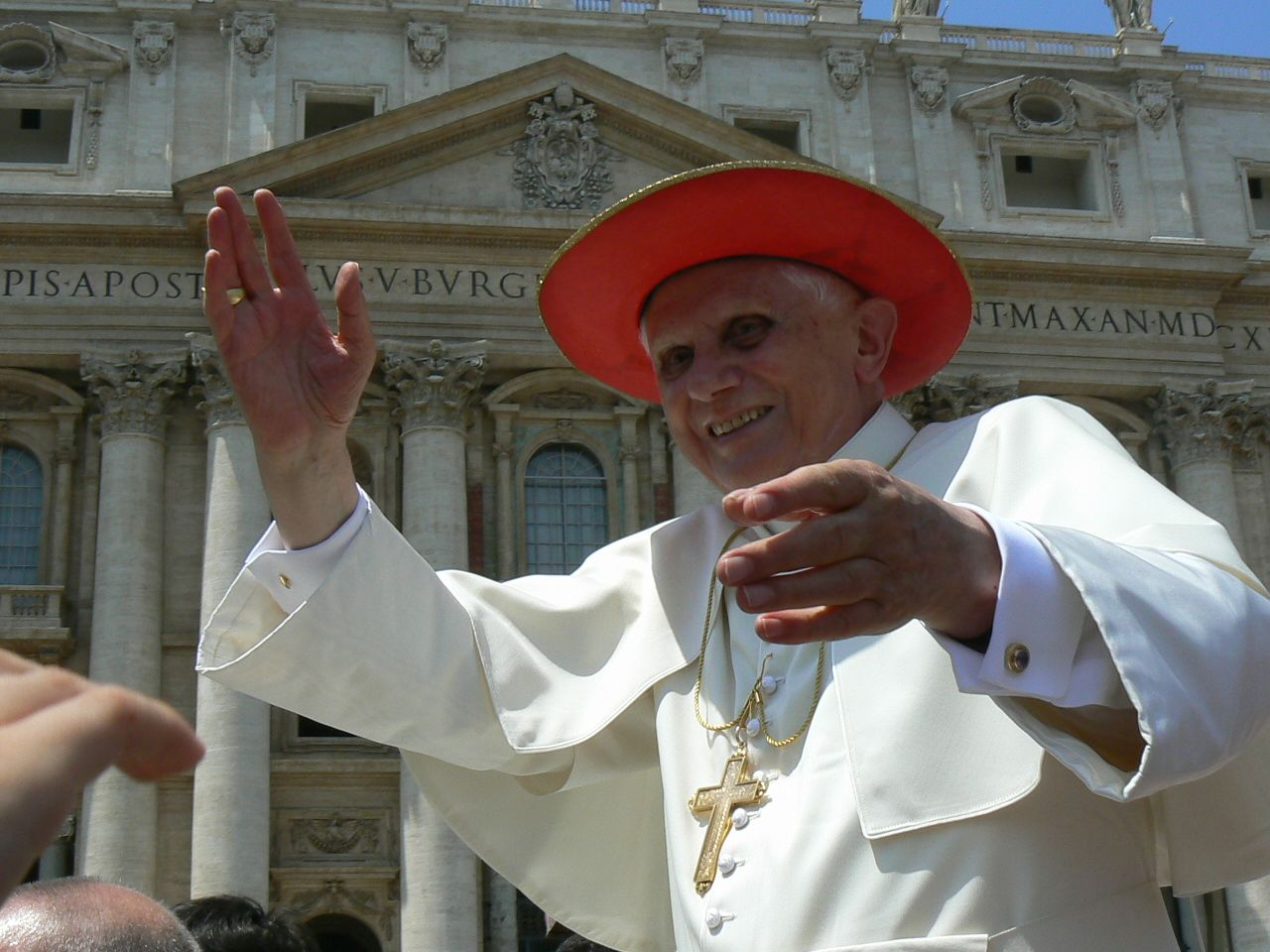
Papa Benedetto XVI indossa un saturno rosso con ornamenti d'oro
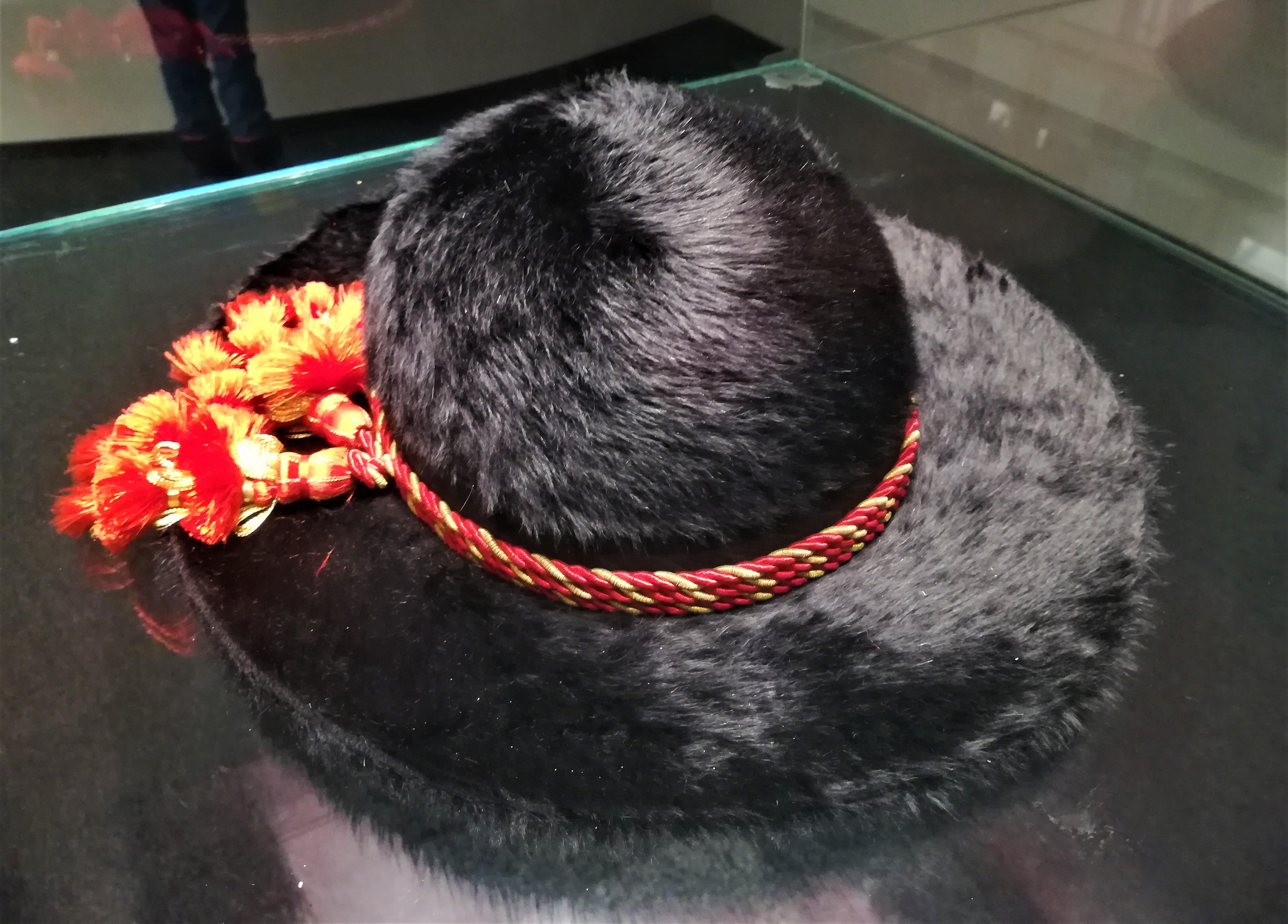
Saturno cardinalizio
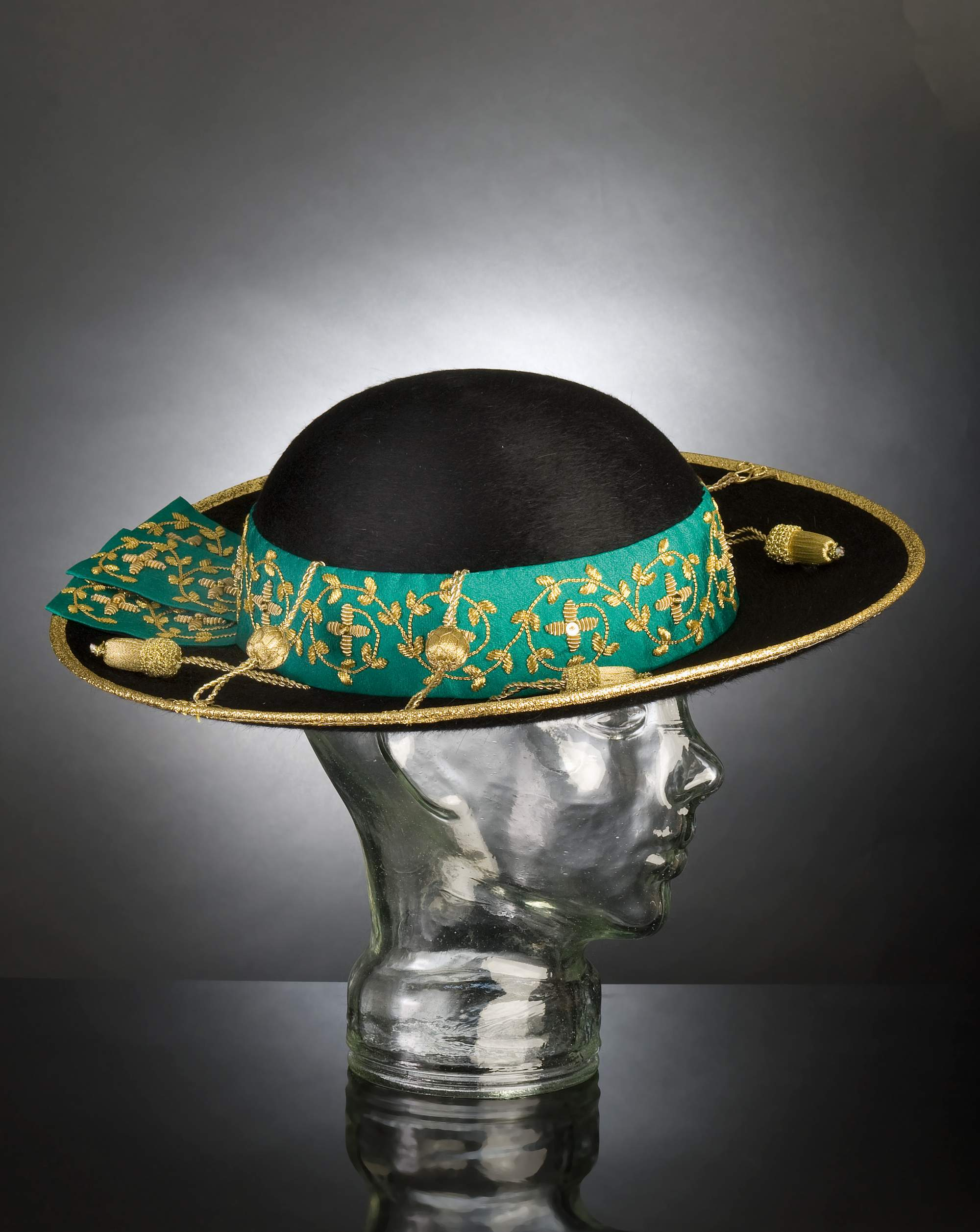
Saturno episcopale
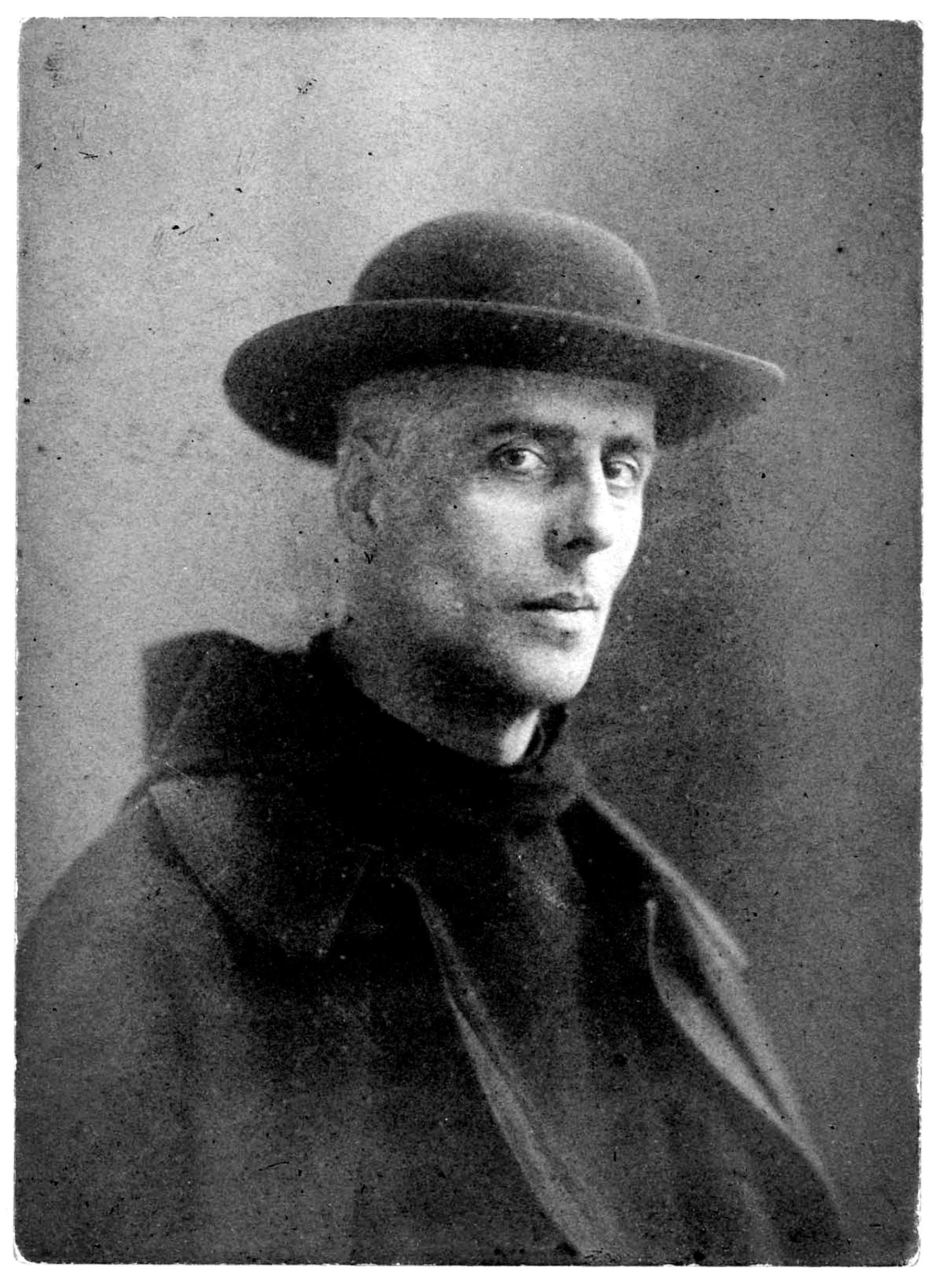
Il presbitero Willibrord Verkade indossa il saturno